# Зимино (Кировская область)
Зимино — деревня в Омутнинском районе Кировской области. Входит в Вятское сельское поселение.

## География
Находится на правобережье Вятки на расстоянии примерно 20 километров по прямой на север-северо-восток от районного центра города Омутнинск.

## История
Деревня известна с 1720 года, когда в ней было отмечено 22 человека мужского пола. В 1745 году здесь уже числилось 38 человек мужского пола. В 1834 году проживало 180 человек, а в 1858 году уже 249 человек. В 1915 г. в Зимино – 30 семей (265 жителей). В период коллективизации возник один из лучших колхозов района «Коминтерн», позже работал колхоз им. Кирова», в 1968-е годы реорганизованный в совхоз «Зиминский».

## Население
Постоянное население  составляло 221 человека (русские 97%) в 2002 году, 119 в 2010 .